# Apometru

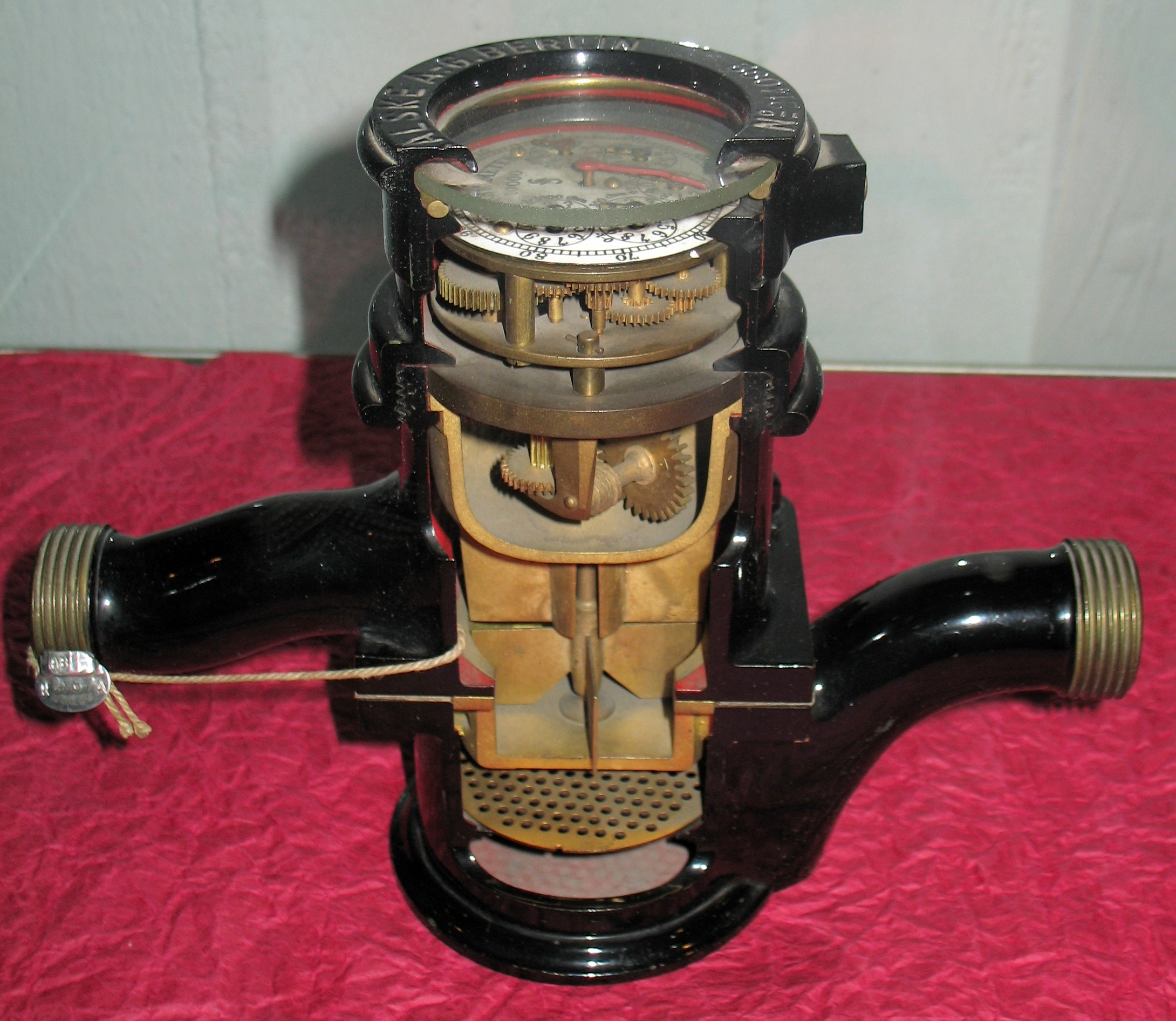
Apometru

Un apometru este un aparat sau un dispozitiv pentru măsurarea debitelor tranzitate printr-o conductă sau canal. Se cunosc următoarele tipuri de apometre: 
- cu deversor, realizat sub forma unui panou cu o secțiune de scurgere dreptunghiulară, trapezoidală, triunghiulară sau circulară cu ajutaj, utilizate pe canale;
- înregistrator, prevăzut cu o turbină care înregistrează debitele pe conducte, în funcție de turația turbinei;
- cu diafragmă, măsurând diferența de presiune înainte și după o diafragmă montată pe o conductă.[2].

## Legături externe
- Materiale media legate de Apometru la Wikimedia Commons